# Regula Odermatt-Bürgi
Regula Odermatt-Bürgi (* 2. Dezember 1944 in Stans; † 5. Januar 2021) war eine Schweizer Kunsthistorikerin, Germanistin, Ethnologin, Autorin und Politikerin. Sie war Kantonsbibliothekarin in Nidwalden, Mitbegründerin der Partei Demokratisches Nidwalden (DN) und eine international anerkannte Expertin für Totentanzdarstellungen.

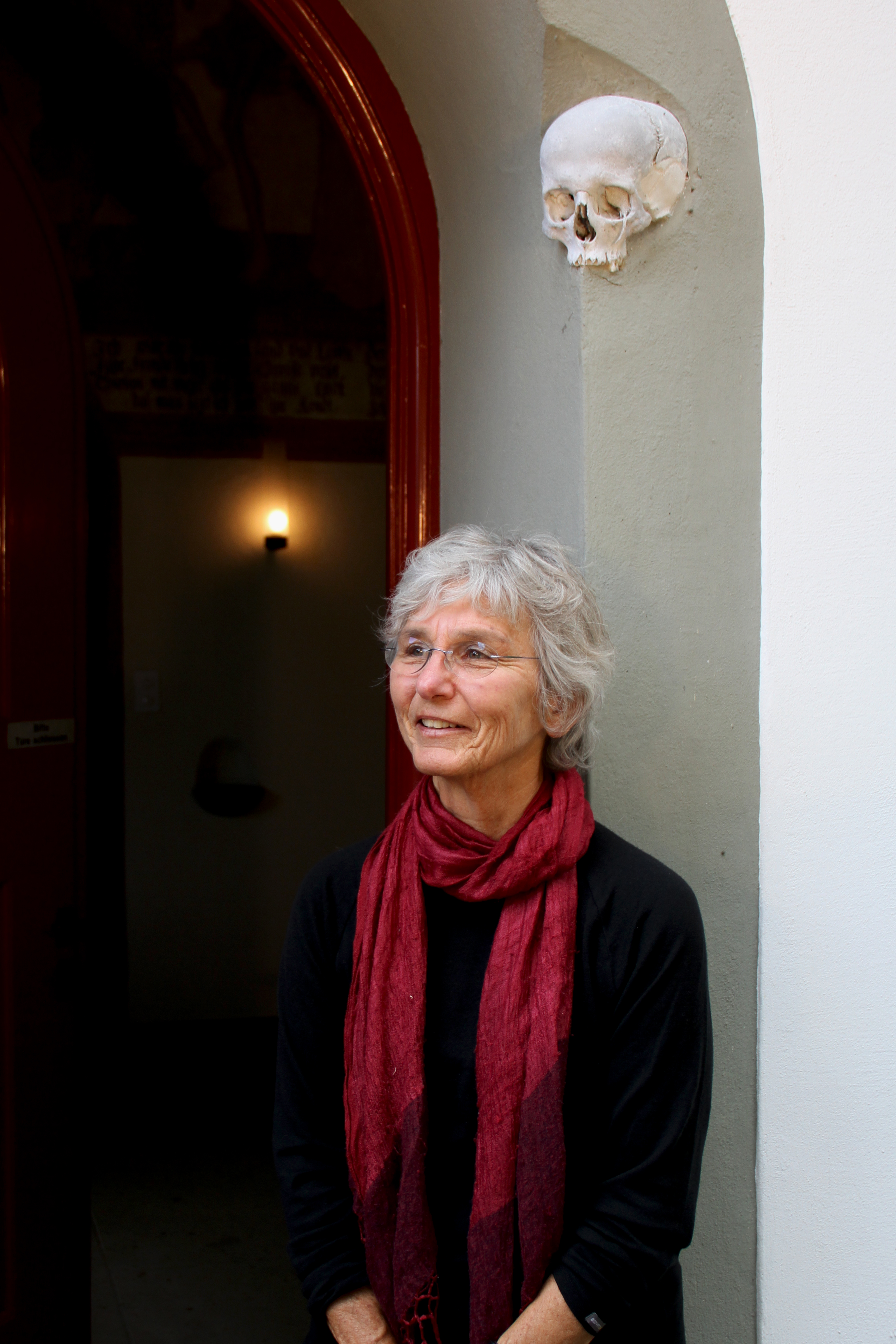
Regula Odermatt-Bürgi vor dem Beinhaus in Wolhusen

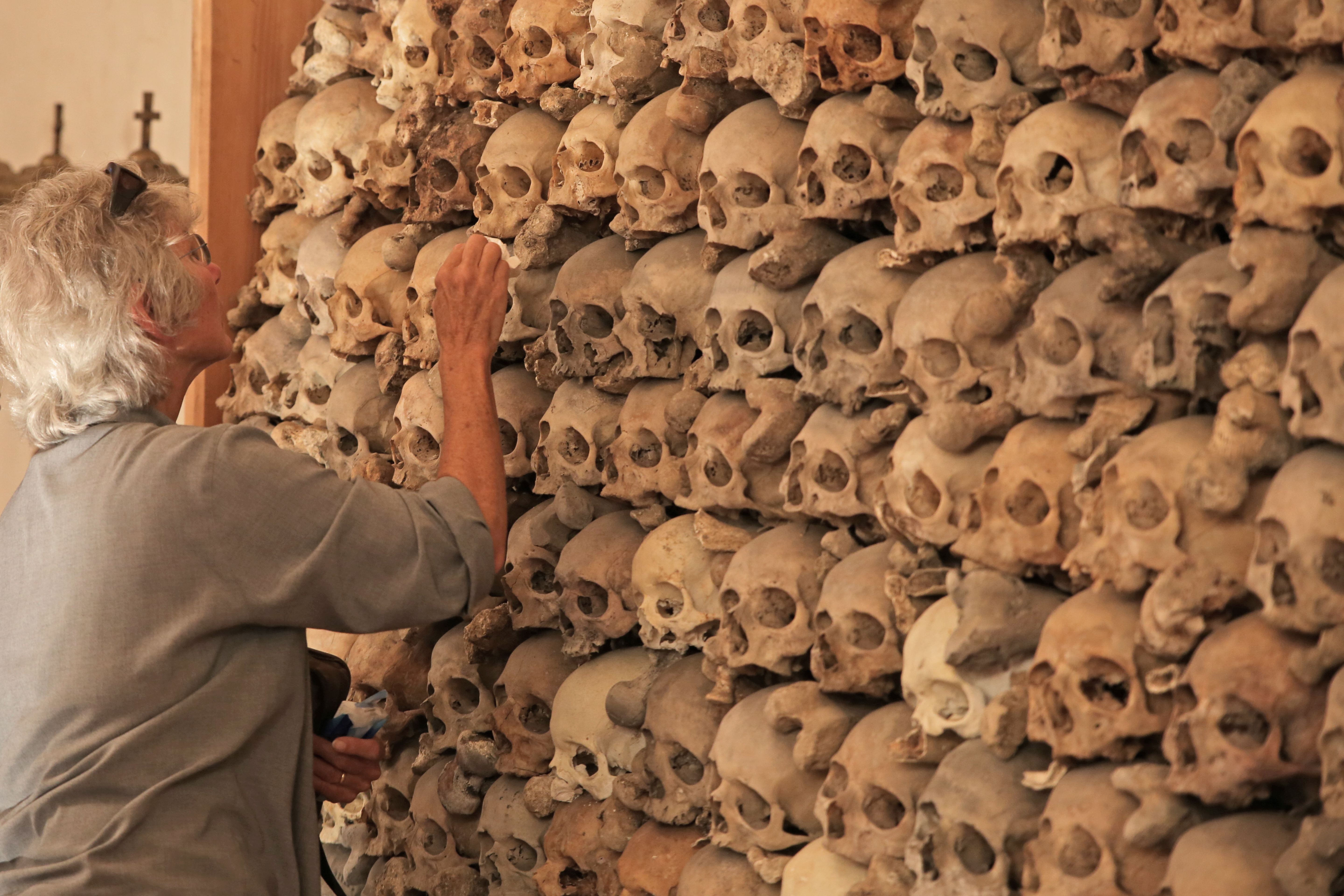
Regula Odermatt-Bürgi im Beinhaus von Stans

## Leben
Regula Odermatt-Bürgi wurde als zweites Kind von Kuno Bürgi und Pia Bürgi-Caviezel in Stans geboren. Ihr Vater führte eine Arztpraxis an der Buochserstrasse, wo die Familie auch wohnte. Ihre Kindheit war durch den frühen Tod ihrer Mutter im Jahr 1952 und den ihrer Stiefmutter 1962 geprägt. Sie hatte zwei Brüder und zwei Halbschwestern.
Nach ihrer Matura im Internat Sainte-Croix in Freiburg studierte sie Kunstgeschichte, Germanistik und Ethnologie an der Universität Zürich. 1976 schloss sie ihr Studium mit dem Lizentiat über Beinhäuser und ihre Architektur ab.
Odermatt-Bürgi war mit dem Eisenplastiker Josef Maria Odermatt verheiratet, mit dem sie drei Kinder hatte, darunter die Filmemacherin Thaïs Odermatt. Ihr kunsthistorisches Wissen unterstützte seinen künstlerischen Werdegang. Sie verband eine enge Freundschaft mit bedeutenden Kulturschaffenden Nidwaldens, darunter Hans von Matt.
Bis zuletzt war sie als Autorin, Vortragende und Führerin tätig. Ihr wissenschaftliches Werk zur Kunst- und Kulturgeschichte Nidwaldens sowie zur Ikonografie des Todes bleibt ein wichtiges Vermächtnis.

## Beruf und Wirken
Odermatt-Bürgi war eine angesehene Expertin auf dem Gebiet der Totentanzdarstellungen und der Beinhäuser in der Innerschweiz. Bereits ihre Lizentiatsarbeit von 1976 befasste sich mit der Architektur und Geschichte der Beinhäuser, insbesondere in der Innerschweiz. Ihre 2002 erschienene Publikation zur Ikonografie des Beinhauses von Unterschächen und zu den barocken Jenseitsvorstellungen gilt als Standardwerk und prägt bis heute die wissenschaftliche Auseinandersetzung mit diesen Themen.
1986 war sie Mitbegründerin der Internationalen Totentanzvereinigung («Danses macabres»), der sie aktiv angehörte und in der sie zahlreiche Beiträge veröffentlichte. Ihr besonderes Interesse galt den Totentänzen und deren kulturhistorischer Bedeutung, was sich in ihrem Engagement als Mitglied der Totentanz-Vereinigung Schweiz widerspiegelte. Odermatt-Bürgi war eine der führenden Forscherinnen auf diesem Gebiet und trug wesentlich zur Erhaltung und Weitergabe dieses historischen Erbes bei.
Neben ihrer wissenschaftlichen Arbeit baute sie die Nidwaldner Kantonsbibliothek auf, welche sie von Beginn 1970 an bis zu ihrer Pensionierung 2008 leitete. Dort gab sie vielen Studierenden und Interessierten ihre umfassenden Kenntnisse zur Kulturgeschichte von Nidwalden weiter.
Ihre Forschungen und Publikationen machten sie zu einer anerkannten Expertin auf nationaler und internationaler Ebene. Sie nahm regelmässig an Fachkonferenzen und Kolloquien im In- und Ausland teil und trug mit ihren Beiträgen zur wissenschaftlichen Diskussion bei.
Neben ihrer wissenschaftlichen Arbeit setzte sich Odermatt-Bürgi intensiv für feministische Anliegen ein. 1997 war sie Mitbegründerin des Vereins Frauen in Nidwalden und Engelberg – Geschichte und Geschichten (heute: Verein Frauenspuren), der sich mit der Geschichte von Frauen in der Region auseinandersetzt. Sie galt als Vorbild für viele junge Frauen, insbesondere durch ihr Engagement für Gleichberechtigung und gesellschaftliche Teilhabe.

## Politisches Engagement
1981 gründete sie mit anderen die Partei Demokratisches Nidwalden, eine linksgrüne Bewegung, die 2005 in den Grünen aufging. Von 1990 bis 1994 war sie Mitglied des Landrats von Nidwalden. Sie war eine prägende Figur im Widerstand gegen ein Atomendlager am Wellenberg und initiierte 1986 das Komitee für die Mitsprache des Nidwaldner Volkes bei der Errichtung von Atomanlagen (MNA).
Als wortgewandte Rednerin trat sie an der Landsgemeinde für soziale und umweltpolitische Anliegen ein. Sie setzte sich unter anderem für ein familienfreundliches Steuergesetz und die Änderung des Energiegesetzes ein.

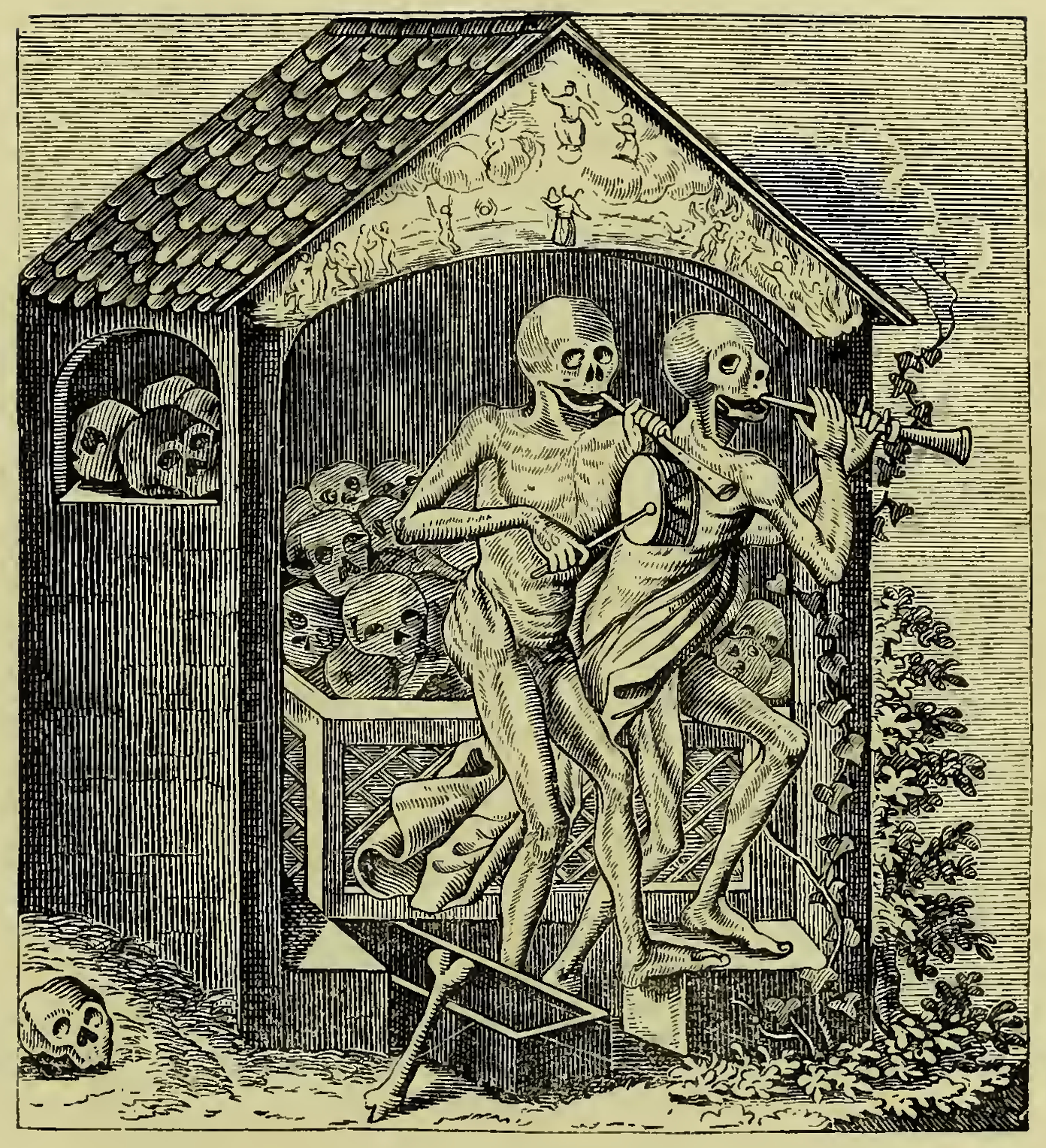
Beinhaus. Aus der Kupferstichfolge über den Basler Prediger – Totentanz von M. Merian.

## Schriften (Auswahl)
- Beinhäuser / Ossuaires. In: Schweiz / Suisse / Svizzera / Switzerland. Band 52, Heft 11, Memento mori, 1979, S. 44. Hrsg.: Schweizer Verkehrszentrale (online).
- mit Franz Egger, Ursula Port Beller, Georg Carlen, Alois M. Haas, Josef Elias: Todesreigen – Totentanz. Die Innerschweiz im Bannkreis barocker Todesvorstellungen.  Internationale Totentanz-Vereinigung / Gruppe Schweiz. Raeber Verlag Luzern 1996, ISBN 3-7239-0089-5.
- Todesdarstellung in der Innerschweizer Kunst vom 14. bis 18. Jahrhundert. Historischer Verein der Fünf Orte Luzern, Uri, Schwyz, Unterwalden und Zug 1996 (online).
- «Ein Schauwespihl bist der Eitelkeit…» Die Ikonographie des Beinhauses von Unterschächen und die barocken Jenseitsvorstellungen.[6] Historischer Verein Uri, Altdorf 2002.
- mit Claus Niederberger, Doreen Marke: Wolhusen: Beinhaus/Totenkapelle: der Totentanz von Wolhusen. In: Archäologie, Denkmalpflege, Geschichte. Historische Gesellschaft Luzern: Jahrbuch 26. Luzern 2008, S. 171–185.
- Gebeine und ihr Haus. Die historische Entwicklung der Schweizer Ossarien. In: Anna-Katharina Höpflinger, Yves Müller: Ossarium: Beinhäuser der Schweiz. Pano Verlag Zürich, Zürich 2016, ISBN  978-3-290-22034-1, S. 60–81.
- «Unser liebes Vaterland, wunderbar behütet und verschont» Robert Durrer und das Votivbild im Ranft. In: Nidwalden im Ersten Weltkrieg. Beiträge zur Geschichte Nidwaldens. Bd. 48. Stans 2018, S. 156–173 (doi:10.5169/seals-842061).
- «Ein Sprutz Dada? Ein Hauch Avantgarde?» Hans von Matt, seine Feste und seine Freunde in den wilden Zwanzigerjahren. In: Beiträge zur Geschichte Nidwaldens. Bd. 49. Historischer Verein Nidwalden, Stans 2022, ISBN 978-3-906-37718-6, S. 8–43 (online).

## Nachlass und internationale Anerkennung
Nach ihrem Tod im Jahr 2021 hinterliess Regula Odermatt-Bürgi einen bleibenden Einfluss auf die Forschung zu Totentanzdarstellungen und deren ikonografische Bedeutung. Sie vermachte ihre umfangreiche Totentanz-Bibliothek der Totentanz-Vereinigung Schweiz, wodurch ihr Wissen und ihre Expertise weiterhin für die Forschung zur Verfügung stehen. Ihr Nachlass und ihre Sammlung sind ein bedeutendes Erbe, das der wissenschaftlichen Auseinandersetzung mit der Thematik des Todes und der Totentänze in der Schweiz zugutekommen wird. Der Nachruf von Didier Jugan und Ilona Hans-Collas im Bulletin der «Danses Macabres d’Europe» sowie die Würdigung ihrer Arbeit in verschiedenen Fachkreisen belegen die internationale Anerkennung, die sie für ihr Lebenswerk erfuhr.